# سیارک ۲۲۳۹۵۰
سیارک ۲۲۳۹۵۰ (به انگلیسی: 223950 Mississauga، نامگذاری:2004XY35)۲۲۳۹۵۰مین سیارک کشف شده‌است که در ۰۹ دسامبر ۲۰۰۴ کشف شد.